# 刘尧汉
刘尧汉彝名吉克·尔达·则伙（羅馬化：Jjixke Ludda Zzihxo，1922年7月—2012年11月10日），彝族，云南南华人，中国社会科学院民族学与人类学研究所研究员，中国社会科学院荣誉学部委员。1947年毕业于云南大学社会学系。